# Lycoperdaceae
Lycoperdaceae là một họ có 150 loài nấm thuộc Agaricales. Trước đây nó được đặt vào trong bộ Lycoperdales. Các thành viên họ được biết đến là các trứng nấm thực sự.

## Hình ảnh

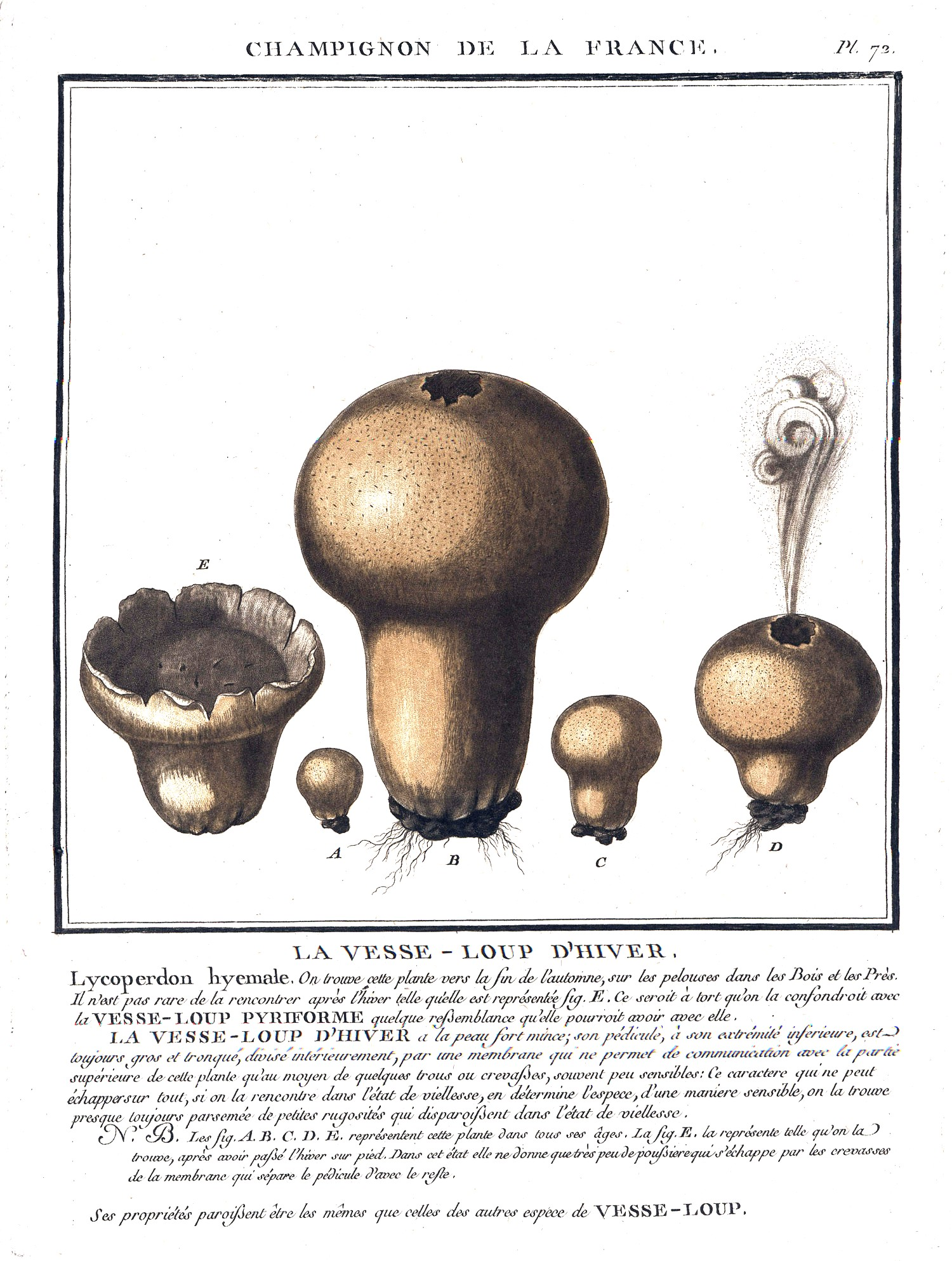
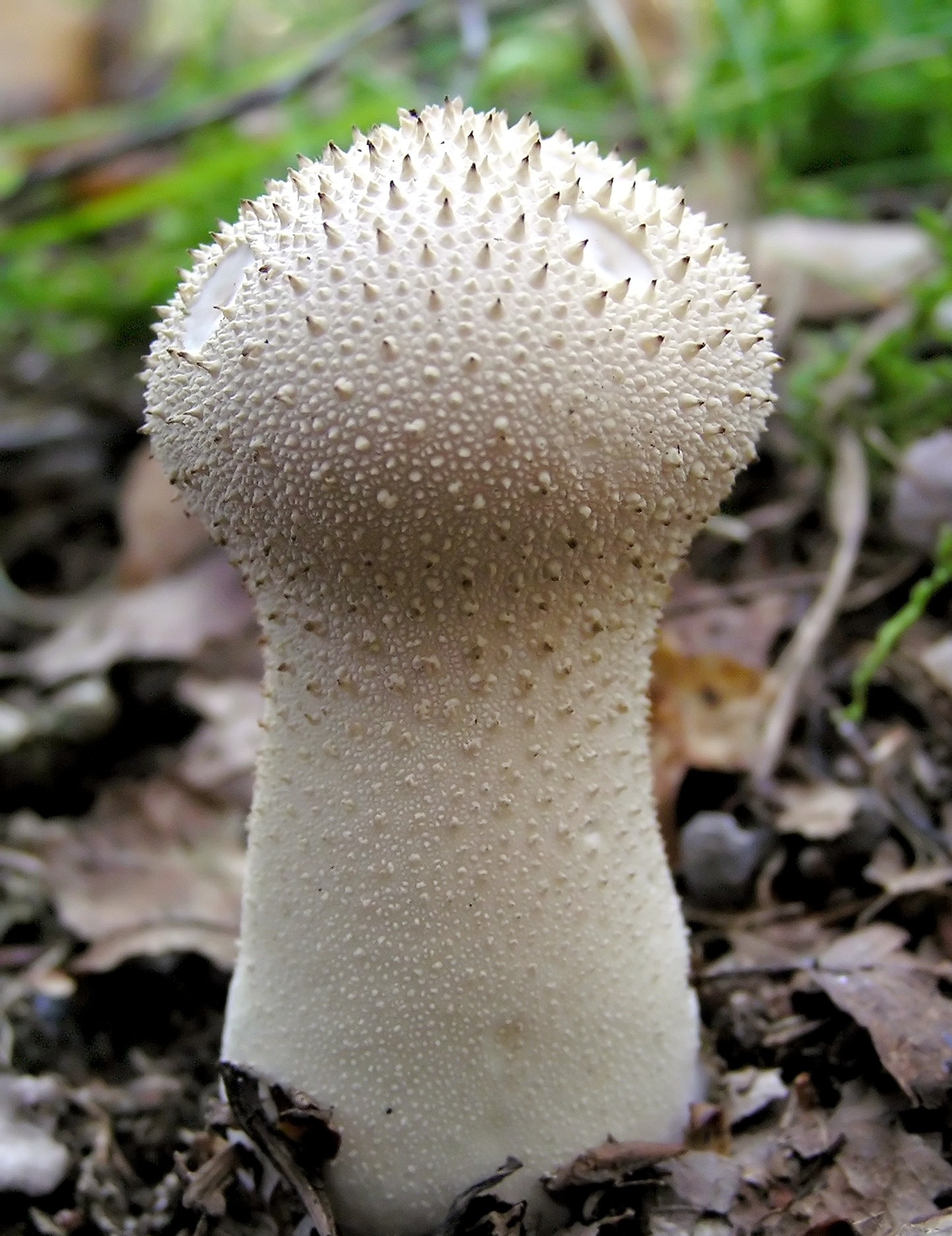
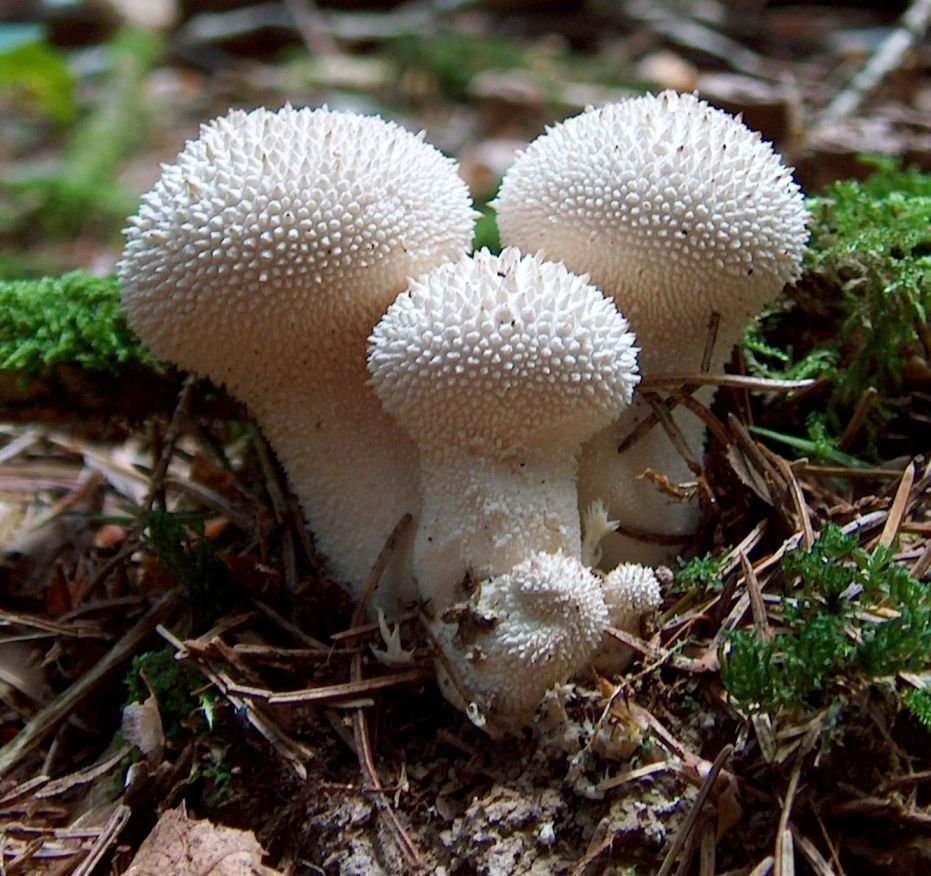
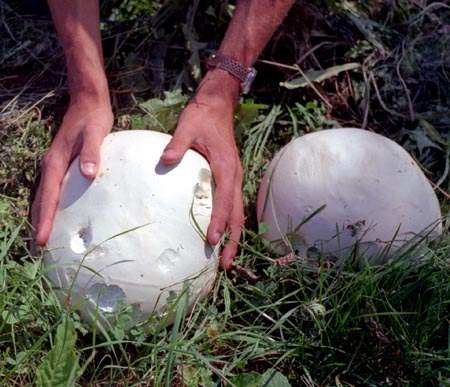